# Aonidia visci
Aonidia visci är en insektsart som beskrevs av Hall 1931. Aonidia visci ingår i släktet Aonidia och familjen pansarsköldlöss.
Artens utbredningsområde är Zimbabwe. Inga underarter finns listade i Catalogue of Life.